# Midwest MU-1
Midwest MU-1 là một loại tàu lượn thông dụng của Hoa Kỳ, do Art Schultz thiết kế trong thập niên 1930.

## Biến thể
MU-1
MU-1 long-wing
Schultz ABC
TG-18

## Quốc gia sử dụng

### Quân sự
- Quân đoàn không quân lục quân Hoa Kỳ[1]

## Tính năng kỹ chiến thuật (MU-1)
Dữ liệu lấy từ Soaring and Glider Type Certificate 16
Đặc tính tổng quát
- Kíp lái: 1
- Sải cánh: 36 ft 0 in (10,97 m)
- Diện tích cánh: 172 foot vuông (16,0 m2)
- Tỉ số mặt cắt: 7.5:1
- Kết cấu dạng cánh: NACA 4412
- Trọng lượng rỗng: 323 lb (147 kg)
- Trọng lượng có tải: 513 lb (233 kg)

Hiệu suất bay
- Tốc độ không vượt quá: 80 mph (70 kn; 129 km/h)
- Hệ số bay lướt dài cực đại: 15:1 ở tốc độ 36 mph (58 km/h)
- Vận tốc xuống: 174 ft/min (0,88 m/s) ở tốc độ 30 mph (48 km/h)
- Tải trên cánh: 3 lb/foot vuông (15 kg/m2)